# Governo Prodi I

Cerimonia della campanella, consegna da Lamberto Dini a Romano Prodi, 18 maggio 1996, passaggio dall'uscente Governo Dini al subentrante primo Governo Prodi

Il governo Prodi I è stato il cinquantatreesimo esecutivo della Repubblica Italiana, il primo della XIII legislatura. Il governo rimase in carica dal 18 maggio 1996 al 21 ottobre 1998, per un totale di 886 giorni, ovvero 2 anni, 5 mesi e 3 giorni. 
Ottenne la fiducia al Senato della Repubblica il 24 maggio 1996 con 173 voti favorevoli, 139 contrari e 1 astenuto e quella alla Camera dei deputati il 31 maggio 1996 con 322 voti favorevoli e 299 contrari.
Fu costretto a dimettersi il 9 ottobre 1998 dopo essere stato sfiduciato alla Camera dei deputati con 312 voti favorevoli e 313 contrari a seguito del ritiro dell'appoggio esterno di Rifondazione Comunista, condiviso da una parte del suo gruppo parlamentare. Fu il primo governo nella storia repubblicana a cadere in seguito ad una formale votazione in Aula.

## Compagine di governo

### Appartenenza politica
L'appartenenza politica dei membri del governo, al momento del giuramento, era la seguente:
| Partito | Partito                            | Presidente | Ministri | Sottosegretari | Totale |
| ------- | ---------------------------------- | ---------- | -------- | -------------- | ------ |
|         | Partito Democratico della Sinistra | -          | 9        | 20             | 29     |
|         | Partito Popolare Italiano (1994)   | -          | 3        | 8              | 11     |
|         | Indipendenti                       | 1          | 3        | 5              | 9      |
|         | Rinnovamento Italiano              | -          | 3        | 3              | 6      |
|         | Federazione dei Verdi              | -          | 1        | 3              | 4      |
|         | Unione Democratica (Italia)        | -          | 1        | 1              | 2      |
|         | Sinistra Repubblicana              | -          | -        | 2              | 2      |
|         | Patto Segni                        | -          | -        | 2              | 2      |
|         | Socialisti Italiani                | -          | -        | 2              | 2      |
|         | Federazione Laburista              | -          | -        | 1              | 1      |
|         | Movimento dei Comunisti Unitari    | -          | -        | 1              | 1      |
| Totale  | Totale                             | 1          | 20       | 48             | 69     |

Il governo ha goduto inoltre dell'appoggio esterno di:
- Partito della Rifondazione Comunista[11]
- Südtiroler Volkspartei
- La Rete
- Union Valdôtaine

### Provenienza geografica
La provenienza geografica dei membri del Consiglio dei ministri si può così riassumere:
| Regione               | Presidente | Ministri | Sottosegretari | Totale |
| --------------------- | ---------- | -------- | -------------- | ------ |
| Emilia-Romagna        | 1          | 1        | 8              | 10     |
| Campania              | -          | 3        | 6              | 9      |
| Lombardia             | -          | 2        | 7              | 9      |
| Lazio                 | -          | 2        | 5              | 7      |
| Toscana               | -          | 3        | 3              | 6      |
| Piemonte              | -          | 2        | 3              | 5      |
| Veneto                | -          | 2        | 2              | 4      |
| Sardegna              | -          | 1        | 3              | 4      |
| Sicilia               | -          | 1        | 3              | 4      |
| Liguria               | -          | 2        | 1              | 3      |
| Puglia                | -          | 1        | 2              | 3      |
| Trentino-Alto Adige   | -          | 1        | 1              | 2      |
| Friuli-Venezia Giulia | -          | -        | 2              | 2      |
| Umbria                | -          | -        | 2              | 2      |
| Molise                | -          | 1        | -              | 1      |
| Calabria              | -          | -        | 1              | 1      |
| Marche                | -          | -        | 1              | 1      |

### Sostegno parlamentare
- Sostegno parlamentare al momento della fiducia (24 maggio al Senato, 31 maggio alla Camera).

| Camera                  | Collocazione | Partiti | Seggi     |
| ----------------------- | ------------ | --- | --------- |
| Camera dei deputati     | Maggioranza  | PDS (172), Popolari per Prodi (67), PRC (34), RI (26), FdV (14), Minoranze linguistiche (5), La Rete (3), Altri (2)                          | 323 / 630 |
| Camera dei deputati     | Opposizione  | FI (123), AN (92), LN (59), CCD-CDU (30), Altri (3)                                                                                          | 307 / 630 |
| Senato della Repubblica | Maggioranza  | PDS (100), PPI (31), FdV (14), RI (11), PRC (11), SVP (2), Vallée d'Aoste (1), La Rete (1), PSd'Az (1), Lega Autonomia Veneta (1), Altri (6) | 179 / 325 |
| Senato della Repubblica | Opposizione  | FI (47), AN (44), LN (27), CCD (15), CDU (10), Fiamma Tricolore (1), Altri (2)                                                               | 146 / 325 |

## Composizione
| Carica                                                         | Titolare | Titolare                              | Titolare                                                                                        | Sottosegretari |
| Presidenza del Consiglio dei ministri                          | Presidenza del Consiglio dei ministri | Presidenza del Consiglio dei ministri | Presidenza del Consiglio dei ministri                                                           | Sottosegretari di Stato alla Presidenza del Consiglio |
| -------------------------------------------------------------- | --- | ------------------------------------- | ----------------------------------------------------------------------------------------------- | --- |
| Presidente del Consiglio                                       | |                                       | Romano Prodi (Indipendente)                                                                     | - Enrico Micheli (PPI) - Segretario del Consiglio dei ministri con delega al giubileo del 2000 - Arturo Parisi (Indipendente) - con delega all'informazione e all'editoria - Giorgio Bogi (SR) - con delega ai rapporti con il Parlamento, fino al 14/03/1997 |
| Vicepresidente del Consiglio                                   | |                                       | Walter Veltroni (PDS)                                                                           | - Enrico Micheli (PPI) - Segretario del Consiglio dei ministri con delega al giubileo del 2000 - Arturo Parisi (Indipendente) - con delega all'informazione e all'editoria - Giorgio Bogi (SR) - con delega ai rapporti con il Parlamento, fino al 14/03/1997 |
| Ministri senza portafoglio                                     | Ministri senza portafoglio | Ministri senza portafoglio            | Ministri senza portafoglio                                                                      | Sottosegretari di Stato |
| Pari opportunità                                               | |                                       | Anna Finocchiaro (PDS)                                                                          | Carica non assegnata |
| Solidarietà sociale                                            | |                                       | Livia Turco (PDS)                                                                               | Carica non assegnata |
| Funzione pubblica e affari regionali                           | |                                       | Franco Bassanini (PDS)                                                                          | - Sergio Zoppi (Indipendente) - con delega al personale della pubblica amministrazione, alle minoranze linguistiche e ai territori di confine - Ernesto Bettinelli (Indipendente) Dal 13/02/1997 |
| Rapporti con il Parlamento (dal 14/03/1997)                    | |                                       | Giorgio Bogi (SR)                                                                               | - Elena Montecchi (PDS) Dal 23/02/1998 |
| Ministeri                                                      | Ministri | Ministri                              | Ministri                                                                                        | Sottosegretari di Stato |
| Affari esteri ed italiani all'estero                           | |                                       | Lamberto Dini (RI)                                                                              | - Piero Fassino (PDS) - con delega alle politiche comunitarie, all'emigrazione e agli affari sociali - Rino Serri (MCU) - con delega alla cooperazione allo sviluppo, alla cooperazione internazionale per la lotta alla criminalità organizzata e alla droga - Patrizia Toia (PPI) - con delega alle iniziative in materia ambientale |
| Interno e coordinamento della protezione civile                | |                                       | Giorgio Napolitano (PDS)                                                                        | - Franco Barberi (Indipendente) - con delega al coordinamento della protezione civile e ai servizi antincidente - Fabrizio Abbate (PPI) - con delega all'amministrazione generale e agli affari del personale - Giannicola Sinisi (PPI) - con delega alla pubblica sicurezza - Adriana Vigneri (PDS) - con delega all'amministrazione per il personale dei segretari comunali e provinciali, alla straordinaria amministrazione delle confessioni diverse dalla cattolica - Angelo Giorgianni (RI) - con delega ai servizi civili, fino al 13/03/1998 - Lucio Testa (RI) Dal 20/03/1998 |
| Grazia e giustizia                                             | |                                       | Giovanni Maria Flick (Indipendente)                                                             | - Giuseppe Maria Ayala (SR) - Franco Corleone (FdV) - Antonino Mirone (Patto) |
| Difesa                                                         | |                                       | Beniamino Andreatta (PPI)                                                                       | - Massimo Brutti (PDS) - con delega al coordinamento per l'azione antidroga - Giovanni Rivera (Patto) - con delega al comitato difesa-industria, al personale civile della difesa e alle attività sportive |
| Tesoro (fino al 31 dicembre 1997)                              | |                                       | Carlo Azeglio Ciampi (Indipendente)                                                             | - Filippo Cavazzuti (PDS) - Dino Piero Giarda (Indipendente) - con delega al bilancio, alla finanza del settore pubblico allargato, all'attuazione delle politiche comunitarie e al bilancio dell'Unione europea - Roberto Pinza (PPI) - con delega alle questioni generali delle politiche comunitarie e agli affari economici - Giorgio Macciotta (PDS) Fino al 28/05/1996 - Laura Pennacchi (PDS) - con delega alla finanza, alle pensioni di guerra, ai servizi periferici, all'informatica nella pubblica amministrazione, dal 28/05/1996                                          |
| Bilancio e programmazione economica (fino al 31 dicembre 1997) | - Isaia Sales (PDS) - con delega alle risorse comunitarie, alle politiche regionali, agli accordi di programma, allo sviluppo delle aree depresse, all'intervento straordinario nel Mezzogiorno, alla coesione economica e sociale - Laura Pennacchi (PDS) Fino al 28/05/1996 - Giorgio Macciotta (PDS) - con delega al Comitato interministeriale per la programmazione economica, dal 28/05/1996 |                                       | Carlo Azeglio Ciampi (Indipendente)                                                             | |
| Tesoro, bilancio e programmazione economica (dallo 01/01/1998) | - Filippo Cavazzuti (PDS) - Dino Piero Giarda (Indipendente) - Roberto Pinza (PPI) - Isaia Sales (PDS) - Laura Pennacchi (PDS) - Giorgio Macciotta (PDS) |                                       | Carlo Azeglio Ciampi (Indipendente)                                                             | |
| Finanze                                                        | |                                       | Vincenzo Alfonso Visco (PDS)                                                                    | - Giovanni Marongiu (RI) - con delega all'informazione del contribuente - Fausto Vigevani (PDS) - con delega alle entrate - Pierluigi Castellani (PPI) - con delega alla fiscalità locale, dal 21/11/1996 |
| Industria, commercio, artigianato e turismo                    | |                                       | Pier Luigi Bersani (PDS)                                                                        | - Umberto Carpi (PDS) - Salvatore Ladu (PPI) - con delega alle attività produttive nel Mezzogiorno, alle aree del cratere del terremoto dell'Irpinia del 1980, alla promozione, allo sviluppo del Sud e alle partecipazioni statali |
| Poste e telecomunicazioni                                      | |                                       | Antonio Maccanico (UD)                                                                          | - Vincenzo Maria Vita (PDS) - con delega ai rapporti internazionali e comunitari - Michele Lauria (PPI) |
| Commercio con l'estero                                         | |                                       | Augusto Fantozzi (RI)                                                                           | - Antonello Cabras (FL) |
| Trasporti e navigazione                                        | |                                       | Claudio Burlando (PDS)                                                                          | - Giuseppe Albertini (SI) - Giuseppe Carmine Soriero (PDS) |
| Lavori pubblici ed aree urbane                                 | |                                       | Antonio Di Pietro (Indipendente) - con delega ai servizi tecnici nazionali (fino al 20/11/1996) | - Antonio Bargone (PDS) - Gianni Francesco Mattioli (FdV) |
| Lavori pubblici ed aree urbane                                 | | Paolo Costa (MpU) - (dal 20/11/1996)  |                                                                                                 | - Antonio Bargone (PDS) - Gianni Francesco Mattioli (FdV) |
| Risorse agricole, alimentari e forestali                       | |                                       | Michele Pinto (PPI)                                                                             | - Roberto Borroni (PDS) |
| Ambiente                                                       | |                                       | Edoardo Ronchi (FdV)                                                                            | - Valerio Calzolaio (PDS) - con delega alle missioni all'estero e al consiglio nazionale per l'ambiente |
| Lavoro e previdenza sociale                                    | |                                       | Tiziano Treu (RI)                                                                               | - Antonio Pizzinato (PDS) - Federica Rossi Gasparrini (RI) - Elena Montecchi (PDS) Fino al 23/02/1998 - Alessandro Garilli (Indipendente) - con delega al mercato del lavoro, alle commissioni regionali per l'impiego e all'uguaglianza di opportunità, dal 20/03/1998 |
| Pubblica istruzione                                            | |                                       | Luigi Berlinguer (PDS)                                                                          | - Nadia Masini (PDS) - Carla Rocchi (FdV) - Albertina Soliani (PPI) |
| Università e ricerca scientifica e tecnologica                 | - Luciano Guerzoni (PDS) - con delega all'università - Giuseppe Tognon (Indipendente) - con delega al patrimonio storico e scientifico nazionale |                                       | Luigi Berlinguer (PDS)                                                                          | |
| Sanità                                                         | |                                       | Rosaria Bindi (PPI)                                                                             | - Bruno Viserta Costantini (PDS) - Monica Bettoni Brandani (PDS) |
| Beni culturali e ambientali, spettacolo e sport                | |                                       | Walter Veltroni (PDS)                                                                           | - Willer Bordon (UD) - con delega alla tutela delle zone di particolare interesse ambientale - Alberto La Volpe (SI) |

## Cronologia

### 1996

#### Maggio
- 16 maggio 1996 - Il presidente della Repubblica Oscar Luigi Scalfaro incarica Romano Prodi di formare il nuovo governo e lo stesso giorno Prodi presenta la lista dei ministri.
- 18 maggio 1996 - Giuramento del governo Prodi I.
- 24 maggio 1996 - Il governo ottiene la fiducia al Senato con 173 sì, 139 no e 1 astenuto.
- 31 maggio 1996 - Il governo ottiene la fiducia alla Camera dei deputati con 322 sì e 299 no.

#### Giugno
- 19 giugno 1996 - Il Consiglio dei Ministri vara un decreto-legge contenente manovra correttiva dei conti pubblici per 16 000 miliardi di lire.

#### Luglio
- 11 luglio 1996 - Il Senato approva il decreto contenente la manovra correttiva del governo.
- 23 luglio 1996 - La Camera approva il Rendiconto Generale del Bilancio dello Stato e la Legge di assestamento del Bilancio.
- 31 luglio 1996 - La Camera accorda al governo (con 319 sì e 284 no) la fiducia sulla manovra correttiva.

#### Agosto
- 1º agosto 1996 - La Camera approva in via definitiva (con 305 sì e 268 no) il decreto contenente la manovra correttiva.
- 2 agosto 1996 - Il Senato approva in via definitiva il Rendiconto Generale del Bilancio dello Stato e la Legge di assestamento di Bilancio.
- 6 agosto 1996 - Il Consiglio dei Ministri annuncia la privatizzazione della STET, la cui data è fissata per il 31 marzo 1997.
- 7 agosto 1996 - Il Consiglio dei Ministri vara un decreto-legge contenente misure di riforma del sistema tributario.

#### Ottobre
- 13 ottobre 1996 - Il ministro Berlinguer incontra le rappresentanze degli studenti,[22] che hanno indetto proteste e manifestazioni contro decreti emanati nell'estate o prefigurati nel collegato Bassanini e contro il numero chiuso,[23] già colpito da sentenze amministrative[24] difese dal presidente della Camera.[25] La stampa dibatte l'affollamento delle università[26] e parla di risveglio della Pantera con duecentomila manifestanti[27] nonché di calo dei consensi del centro-sinistra presso gli studenti.[28]
- 16 ottobre 1996 - La Camera approva (con 262 sì e 215 no) il decreto sul sistema tributario.
- 22 ottobre 1996 - Il Consiglio dei Ministri vara un decreto-legge che proroga le concessioni televisive e radiofoniche private fino all'approvazione della nuova legge del sistema radiotelevisivo e delle telecomunicazioni.
- 24 ottobre 1996 - Il Senato approva in via definitiva (con 150 sì, 43 no e 6 astenuti) il decreto sul sistema tributario.
- 27 ottobre 1996 - Il Consiglio dei Ministri vara la Legge Finanziaria 1997, del valore di 62 500 miliardi di lire.

#### Novembre
- 14 novembre 1996 - Il Senato approva in prima lettura (con 161 sì e 0 no) il collegato Bassanini alla finanziaria, poi approvato in via definitiva come legge 59/1997.[29][30] Le opposizioni non partecipano al voto.
- 16 novembre 1996 - La Camera approva in prima lettura (con 319 sì e 1 no) la Legge Finanziaria 1997. Le opposizioni non partecipano al voto.
- 19 novembre 1996 - Il Senato approva in prima lettura il collegato Ciampi alla finanziaria, poi stralciato e confluito nella legge 94/1997.[31][32]
- 20 novembre 1996 - Dopo aver appreso di essere sotto indagine per la sua attività di magistrato, il Ministro dei Lavori Pubblici Antonio Di Pietro rassegna le dimissioni. Al suo posto è nominato Paolo Costa.

#### Dicembre
- 18 dicembre 1996 - Il Senato approva (con 160 sì e 0 no) la Legge Finanziaria 1997. Le opposizioni non partecipano al voto.
- 20 dicembre 1996 - La Camera e il Senato approvano la riforma del finanziamento pubblico ai partiti.
- 22 dicembre 1996 - La Camera approva in via definitiva (con 316 sì, 2 no e 2 astenuti) la Legge Finanziaria 1997.
- 30 dicembre 1996 - Il Consiglio dei Ministri vara un decreto-legge con misure fiscali per oltre 4 300 miliardi di lire (fra cui l'eurotassa).

### 1997

#### Gennaio
- 8 gennaio 1997 - Esce per la prima volta in edicola La Padania, giornale ufficiale della Lega Nord.
- 9-12 gennaio 1997 - Si tiene il III Congresso del Partito Popolare Italiano, che elegge segretario Franco Marini con il 58% dei voti.
- 30 gennaio 1997 - La Camera approva (con 268 sì e 113 no) la Legge Bassanini.

#### Febbraio
- 4 febbraio 1997 - La Camera respinge (con 250 sì e 311 no) una mozione di sfiducia di Lega Nord e Alleanza Nazionale nei confronti del Ministro delle risorse agricole e forestali Michele Pinto (PPI).
- 6 febbraio 1997 - Il Senato approva il decreto contenente la manovra fiscale di fine anno.
- 20-23 febbraio 1997 - Si tiene il II Congresso del Partito Democratico della Sinistra, che rielegge Massimo D'Alema segretario con l'88% dei voti.
- 25 febbraio 1997 - La Camera accorda al governo (con 308 sì, 257 no e 1 astenuto) la fiducia sull'approvazione del decreto contenente la manovra fiscale di fine anno.
- 26 febbraio 1997 - La Camera approva in via definitiva (con 207 sì, 167 no e 1 astenuto) il decreto contenente la manovra fiscale di fine anno.

#### Marzo
- 11 marzo 1997 - Il Senato approva in via definitiva (con 126 sì e 17 no) la legge Bassanini.
- 21 marzo 1997 - Il Consiglio dei Ministri vara il «pacchetto Treu» sull'occupazione.
- 27 marzo 1997 - Il Consiglio dei Ministri vara un decreto-legge contenente una manovra correttiva di 15.500 miliardi di lire.

#### Aprile
- 9 aprile 1997 - Prima crisi di governo: Rifondazione Comunista vota contro la «Missione Alba» in Albania, che è approvata con i voti del Polo per le Libertà. Nei giorni successivi Rifondazione torna a votare la fiducia al governo.

#### Maggio
- 5 maggio 1997 - Il governo pone alla Camera la questione di fiducia sull'approvazione del decreto contenente la manovra correttiva.
- 6 maggio 1997 - Il governo ottiene (con 318 sì e 260 no) la fiducia sull'approvazione del decreto contenente la manovra correttiva di fine marzo. L'Aula approva poi il decreto con 287 sì e 214 no.
- 28 maggio 1997 - Il Senato approva in via definitiva il decreto contenente la manovra correttiva.

#### Giugno
- 15 giugno 1997 - Si vota per sette referendum abrogativi, ma nessuno di questi raggiunge il quorum.

#### Ottobre
- 3-4 ottobre 1997 - Il Presidente del Consiglio Prodi e il Ministro degli affari esteri Dini incontrano a Napoli il Presidente della Repubblica francese Jacques Chirac per discutere della eventuale rientrata della lira nel SME e dell'euro.
- 9 ottobre 1997 - Seconda crisi: Rifondazione Comunista annuncia voto contrario alla Legge finanziaria 1998. Prodi sale al Quirinale e rassegna le dimissioni.
- 10 ottobre 1997 - Il segretario di Rifondazione Comunista Fausto Bertinotti si dice pronto a un nuovo accordo.
- 14 ottobre 1997 - Il presidente della Repubblica Oscar Luigi Scalfaro respinge le dimissioni di Prodi e rinvia il governo alle Camere.
- 16 ottobre 1997 - Il governo ottiene la fiducia alla Camera con 319 sì, 285 no e 2 astenuti. In serata l'esecutivo ottiene la fiducia anche in Senato con 168 sì e 64 no, chiudendo quindi la crisi di governo.

### 1998

#### Febbraio
- 3 febbraio 1998 - Incidente della funivia del Cermis
- 13 febbraio 1998 - Viene annunciata la nascita dei Democratici di Sinistra, nuovo partito politico nato dell'unione di Partito Democratico della Sinistra, Movimento dei Comunisti Unitari, Federazione Laburista, Sinistra Repubblicana, Cristiano Sociali e altre formazioni minori.

#### Marzo
- 5 marzo 1998 - Avviene una scissione nel Centro Cristiano Democratico. La componente del partito legata a Clemente Mastella lascia il partito e fonda i Cristiano Democratici per la Repubblica (CDR), i quali formano un gruppo unico con i Cristiani Democratici Uniti (CDU).

#### Aprile
- 2 aprile 1998 - La Camera respinge (con 251 sì, 304 no e 1 astenuto) una mozione di sfiducia di Lega Nord, Alleanza Nazionale, CDR e CDU contro il ministro dei Trasporti e della Navigazione Claudio Burlando.
- 17 aprile 1998 - Il governo presenta il Documento di programmazione economica e finanziaria.
- 29 aprile 1998 - Le Commissioni finanze di Camera e Senato approvano il Dpef. Oltre all'Ulivo e al PRC hanno votato a favore anche i parlamentari di CDR e CDU.

#### Maggio
- 1º maggio 1998 - L'Italia viene ammessa ad entrare nel gruppo dei primi Paesi dell'euro.
- 10 maggio 1998 - Nascono i Socialisti Democratici Italiani, nuova formazione politica derivata dalla fusione di Socialisti Italiani, Partito Socialista Democratico Italiano e altre formazioni minori.
- 30 maggio 1998 - La Camera respinge (con 46 sì e 310 no) una mozione di sfiducia presentata da Lega Nord, CDR e CDU contro i ministri Giorgio Napolitano e Giovanni Maria Flick.

#### Luglio
- 2 luglio 1998- I Cristiano Democratici per la Repubblica e i Cristiani Democratici Uniti si fondono nell'Unione Democratica per la Repubblica (UDR), guidata da Francesco Cossiga, Clemente Mastella e Rocco Buttiglione.

#### Ottobre
- 4 ottobre 1998 - Rifondazione Comunista annuncia il suo passaggio all'opposizione. Il governo perde quindi la maggioranza alla Camera
- 5 ottobre 1998 - Armando Cossutta, in dissenso con Bertinotti per la decisione di passare all'opposizione, si dimette dalla carica di Presidente di Rifondazione Comunista.
- 6 ottobre 1998 - L'Assemblea dei Deputati di Rifondazione Comunista respinge a larga maggioranza la linea di rottura con le altre forze di centro-sinistra. I parlamentari affermano però che si adegueranno alle decisioni del partito.
- 7 ottobre 1998 - Alcune centinaia di militanti e dirigenti locali di Rifondazione Comunista vicini a Cossutta, non riconoscendosi nella decisione di Bertinotti, si autoconvocano presso il Palazzo delle Esposizioni di Roma con l'intento di non arrivare alla rottura con Prodi per impedire il ritorno delle destre al potere. L'assemblea è guidata da Iacopo Venier, segretario della federazione di Trieste e, in tale occasione, è firmato un appello intitolato: Non c'è salvezza per il partito se rompe con il popolo, con i lavoratori, con il Paese.
- 8 ottobre 1998 - Prodi rende comunicazioni alla Camera e chiede la fiducia.
- 9 ottobre 1998 - Durante il dibattito sulla fiducia al governo, il capogruppo di Rifondazione Comunista alla Camera, Oliviero Diliberto, annuncia che la maggioranza del gruppo parlamentare voterà a favore del governo Prodi. Bertinotti dichiara invece la sfiducia. Pochi minuti dopo la Camera nega (con 312 sì e 313 no) la fiducia al governo. Prodi rassegna le dimissioni;
- 11 ottobre 1998 - 21 deputati e 6 senatori di Rifondazione Comunista abbandonano il partito e costituiscono il Partito dei Comunisti Italiani. Il partito entra nella maggioranza e garantisce appoggio ad un governo di centro-sinistra
- 14 ottobre 1998 - L'Unione Democratica per la Repubblica si dichiara disponibile ad appoggiare un governo di centro-sinistra a patto che non sia guidato da Prodi.
- 21 ottobre 1998 - Massimo D'Alema diventa il nuovo Presidente del Consiglio con l'inizio del Governo D'Alema I.